# فرانسيس بيرني
فرانسيس بيرني (بالإنجليزية: Fanny Burney) (13 يونيو 1752 - 6 يناير 1840) ، والمعروفة أيضًا باسم فاني بورني، وبعد زواجها باسم مدام درباي، كانت روائية ساخرة باللغة الإنجليزية، ومغنية وكاتبة مسرحية وكاتبة يوميات وكاتبة مسرحيّة. عاشت في الفترة بين (13 يونيو 1752 و6 يناير 1840)، عُرفت أيضًا باسم «فاني بورني» وبعد زواجها باسم «مدام داربلاي»، وُلدت فرانسيس في مدينة «لين ريجيس»، حاليًا «كينجز لين» في إنجلترا. والدها الموسيقي والمؤرخ الموسيقي الدكتور «تشارلز بورني» (1726-1714)، والدتها «إستير سليب بورني» (1725-1762) الزوجة الأولى لتشارلز. كانت بورني الطفلة الثالثة بين إخوتها الست، وكانت متعلمة تعليمًا ذاتيًا وبدأت في كتابة ما وصفتها (بالخربشات) وهي ما زالت في سن العاشرة. عُيّنت كمُحاكم غير عاديّ في الفترة (1786-1790)، وأصبحت مسؤولة عن عباءات وتزيين الملكة شارلوت من مكلنبورغ-ستريليتس زوجة الملك جورج الثالث. في عام 1793 كانت فرانسيس تبلغ من العمر الواحد والأربعين عندما تزوجت من المَنفي الفرنسي الجنرال «ألكساندر داربلاي». في عام 1794 أنجبت طفلها الأول والوحيد، ألكساندر. بعد سنين طويلة أمضتها فرانسيس بالكتابة والسفر، حوصِرت فيها في فرنسا وتقطّعت بها السبُل لأكثر من عشر سنوات بسبب الحرب الأهلية، لتسافر بعدها إلى مدينة باث، إنجلترا التي استقرّت فيها حتى وفاتها في السادس من يناير عام 1840. كتبت بورني أربع روايات، كانت أولاها والتي لاقت فيها نجاحًا باهرًا، رواية إيفلينا (1778)، وما زالت الأكثر شهرة. كما كتبت العديد من المسرحيات، والتي لم تُؤدّ معظمها في حياتها، ومذكرات عن والدها (1832). توفيت فرانسيس وتركت كميات كبيرة من الرسائل والمجلات، والتي نُشرت تدريجيًا منذ عام 1889.

## نظرة عامة على مهنة بيرني
كانت فرانسيس روائيّة، كاتبة يوميات وكاتبةً مسرحيّة. كتبت في مجمل حياتها أربع روايات، ثماني مسرحيّات، وسيرة ذاتية واحدة وخمسًا وعشرين مجلدًا من المجلات والرسائل. حظيت فرانسيس باحترام النقّاد، كما كان لها حدسٌ بظهور روائيو الأخلاق ذوو الميول الساخرة مثل جين أوستن وويليام ثاكري.
نشرت فرانسيس روايتها الأولى ايفيلينا عام 1778 دون أن تكشف عن هويتها، لأن قراءة الروايات في تلك الفترة الزمنية كانت مُستهجنة وتعد أمرًا لا يجوز فعله من الشابات اللواتي ينتمين لوضع اجتماعيّ معين، في حين لم يُذكر شيء عن كتابة الروايات. لطالما خشيت فرانسيس أي يكتشف والدها أمر ما وصفته بـ(الخربشات). عندما نُشرت رواية إيفلينا بشكل مجهول، لم تُخبر فرانسيس عن أمر الرواية سوى إخوتها واثنتين من عمّاتها اللواتي تثق بهنّ. لكن عندما وصلت الرواية ليد والدها وشرع في قراءتها، خمّن بأن ابنته بورني هي التي ألّفتها. انتشرت أخبار هويتها وهذا ما جلب الشهرة لِبورني في الحال بفضل قوّتها السردية والهزلية الفذّة. أتبعت بورني روايتها الناجحة بثلاث روايات بعدها «سيسيليا» في عام 1782، «كاميلا» في عام 1796 والرواية الأخيرة «الرحّالة» في عام 1814.
تمحورت كل روايات بورني في استعراض حياة الأرستقراطيين الإنجليز، سخرت من مظاهرهم الاجتماعيّة، ونقاط ضعفهم الشخصية، كما ركّزت في أسئلتها على عناوين عريضة كسياسة الهوية النسوية. لم تنجح فرانسيس في عرض مسرحيّاتها باستثناء واحدة فقط، وذلك لاعتراض والدها، لأن الشهرة التي ستأتي من وراء هذا الطريقة من شأنها أن تضر بسمعتها على حد وصفه. كانت مسرحيّة «إدوي وإيلجيفا» هي الاستثناء التي استطاعت بورني عرضها، لكن لم يُحالفها الحظ كونها لم تلقَ شعبية ولم تصل للجمهور كما أمِلت، لتٌغلق المسرحية بعد عرضها الأول.
على الرغم من الشعبية الكبيرة التي رافقت رواياتها خلال حياتها، إلا أن سمعة بورني ككاتبة خيال قد عانت بعد وفاتها على يد كلٍ من النقّاد وكتّاب السيرة الذاتية، إذ شعروا بأن أعمالها في اليوميات المتوسّعة والتي نُشرت بعد وفاتها في الفترة بين (1842-1846)، تُقدّم صورة دقيقة ومثيرة للاهتمام أكثر عن حياة القرن الثامن عشر. يعود نقّاد يومنا هذا إلى روايات بورني باهتمام متجدد في نظرتها للحياة الاجتماعية، نضال وكفاح النساء في الثقافة ذات المنحى الذكوري. كما يستمر الباحثون في تقييم مذكّرات ويوميات بورني، لأجل تصويرها النزيه وغير المتحيّز للمجتمع الإنجليزي.
عُرفت بورني طوال مسيرتها المهنية وعلى نطاق واسع بذكائها وموهبتها في الرسم الكاريكاتوري الساخر، كما لاقت إعجاب شخصيّات أدبية عديدة مثل: الدكتور «صموئيل جونسون»، «إدموند بيرك»، «هيستر ثيرال» و«ديفيد جاريك». حظيت رواياتها المُبكرة بإعجاب الروائية الساخرة «جين أوستن»؛ والتي استمدّت عنوانًا لروايتها الشهيرة (كبرياء وتحامل) من الصفحات الأخيرة لرواية (سيسيليا). كما أفادت بعض التقارير بأن الروائي الساخر ويليام ثاكري استند لرواية (الشخص الأول في معركة واترلو) المذكورة في يوميات بورني وذلك أثناء كتابته لروايته دار الغرور (فانيتي فير).
تأثرت مسيرة بورني المبكرة بعلاقتها الوثيقة مع أبيها، وما حظيت به من اهتمام نقديّ من صديق العائلة «صموئيل كريسب» اللذان شجّعاها في كتاباتها، لكنّهما استغلّا تأثيرهما بطريقة نقديّة مما ثناها عن نشر وعرض الكوميديا المسرحية، لأنه وحسب نظرتهم؛ ليس أمرًا مناسبًا لوضع بورني كسيدة محترمة. ومنذ ذلك الوقت يراها النُقّاد النسويون على أنها موهبة طبيعية خضعت للكبت إلى حد ما، بسبب الضغوط الاجتماعية على المؤلِفات. ثابرت بورني رغم كل العوائق، لكنها عادت لكتابة الروايات عندما لم تحصل عروضها الكوميدية على استقبال جماهيري، وحاولت في وقت لاحق الكتابة التراجيدية. دعمت بورني نفسها وعائلتها من العوائد المالية التي جنتها من روايتي كاميلا والرحّالة لاحقًا.

## إيفلينا
نشرت بورني روايتها الأولى إيفلينا أو (تاريخ دخول سيدة شابة إلى العالم) بشكل مجهول عام 1778 دون عِلم أبيها أو إذنه، أبدى الناشر «توماس لونديس» اهتمامه بعد قراءته للمجلد الأول، ووافق على نشره عندما استلم العمل النهائي. رُفضت الرواية سابقًا من قِبل الناشر «روبرت دودسلي» حيث رفض طباعة عمل مجهول. لذا قامت بورني في محاولة منها لنشر الكتاب، بنسخ خطّها مستخدمة أسلوب الكتابة اليدوية المُقنعة، أي أنها تعمّدت تعديل كتابتها الطبيعية لتُخفي هويّتها وأي صلة قد تربط الكتاب بها، مُعتقدةً بأن الناشر قد يعترف بخط يدها. أما المحاولة الثانية كانت بالاشتراك مع أخيها الأكبر جيمس والذي قدّم العمل إلى الناشر لونديس على أساس أنه المؤلف، ونظرًا لعدم وجود خبرة في التفاوض مع الناشر، حصل جيمس على 21 جنيه إسترليني فقط كدفعة للنسخة المكتوبة.
حققت الرواية نجاحًا أثنى عليها أشخاص رفيعي المستوى كرجل الدولة إدموند بيرك والناقد الأدبي الدكتور جونسون. أُعجِب بنظرتها الفكاهية عن المجتمع الإنجليزي الثري وتصويرها الواقعي للغة المحلية للطبقة العاملة في لندن. ما يُعرف اليوم باسم النص الساخر. وقد نوقشت رواية إيفلينا حتى من قِبل شخصيات الرواية المصوّرة (جورج بيتمان 1782) للشاعرة إليزابيث بلوور. قرأ والد بورني المراجعات العامة عن الرواية قبل ان يعلم أن ابنته هي المؤلفة، بالرغم من أن عملية النشر كانت أصولية في ذلك الوقت، إلا أنّه أُعجِب بردود الفعل الإيجابية، وأيدها بشكل كبير. لا بد وأنه رأى مزايا اجتماعية من وجود كاتبة ناجحة في الأسرة، وكان مسرورًا بالاعتراف الذي حظيت به فرانسيس عبر عملها.

## وصلات خارجية
- فرانسيس بيرني على موقع الموسوعة البريطانية (الإنجليزية)
- فرانسيس بيرني على موقع إن إن دي بي (الإنجليزية)
- فرانسيس بيرني على موقع ديسكوغز (الإنجليزية)
- مؤلفات فاني بيرني في مشروع غوتنبرغ
- أعمال أو نبذة عن فاني بيرني على أرشيف الإنترنت
- أعمال فرانسيس بيرني في ليبري فوكس